# Fausta

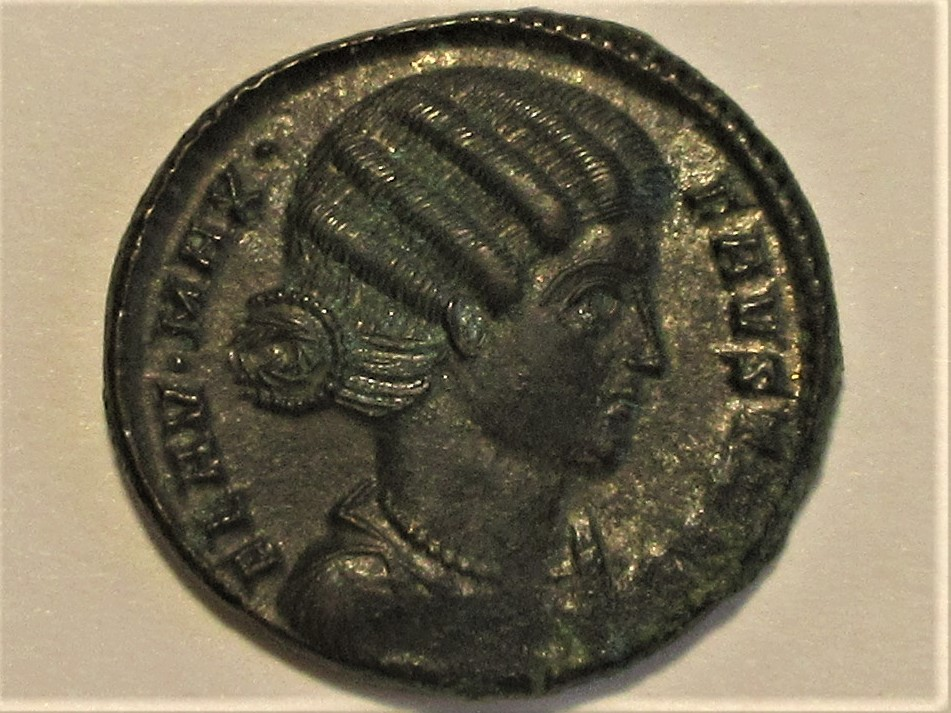
Bronzemünze mit Porträt der Fausta

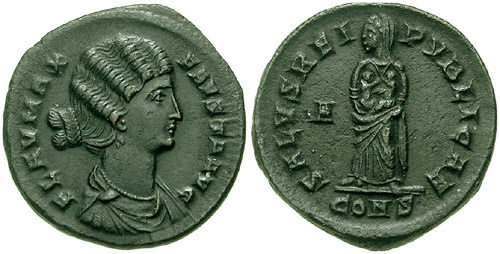
Follis Faustas; auf der Vorderseite ihr Porträt, auf der Rückseite Fausta als Salus, ihre Söhne Konstantin II. und Constantius II. im Arm haltend.

Flavia Maxima Fausta (* zwischen 289 und 298 in Rom; † 326 ebenda) war eine römische Kaiserin. Die Tochter des Kaisers Maximian heiratete 307 Konstantin I., mit dem sie mehrere gemeinsame Kinder hatte, womit sie für den Fortbestand der konstantinischen Dynastie sorgte.
Das Geburtsjahr der Fausta ist umstritten, die Meinungen reichen vom Jahr 289 bis 298. Laut einer Aussage des späteren Kaisers Julian wurde sie in Rom geboren und aufgezogen. Ihr Vater war Maximian, der zu dieser Zeit mit dem Titel Augustus Kaiser des Westens war (vgl. römische Tetrarchie); ihre Mutter war dessen Frau, die Syrerin Eutropia. Fausta war somit die jüngere Schwester des späteren Kaisers Maxentius; ihre ältere Halbschwester war Flavia Maximiana Theodora, die den Kaiser Constantius I. heiratete.
Im Jahr 307 verheiratete ihr Vater sie mit Konstantin I., der zu dieser Zeit als Caesar (Unterkaiser) über Gallien und Britannien herrschte. Maximian wollte mit der Hochzeit sein Bündnis mit Konstantin festigen, das er brauchte, um seine von Oberkaiser Galerius als Usurpation betrachtete Kaiserschaft als Augustus zu stützen. Konstantin, den Galerius nicht als Augustus anerkannte, suchte ebenfalls Verbündete. Die Verbindung mit Fausta war außerdem ein – in einer Zeit der Bürgerkriege besonders wichtiger – legitimatorischer Schritt, weil er sich so mit der tetrarchischen Dynastie der Herculier verband. Unter den zahlreichen Reden, die bei der Hochzeit im März 307 gehalten wurden, war auch ein erhaltener Panegyrikus eines anonymen gallischen Redners. Darin wurde unter anderem behauptet, Fausta und Konstantin seien schon seit ihrer Kindheit verlobt gewesen. Die Tatsache, dass Konstantin vorher mit Minervina liiert war, mit der er Crispus zeugte, sowie weitere Indizien sprechen jedoch gegen diese Behauptung.
308 musste Maximian allerdings abtreten, und als er 310 erneut versuchte, die Macht zu erlangen, wurde er von Konstantin zum Selbstmord gezwungen. Verschiedene Quellen berichten in diesem Zusammenhang, dass Fausta zum Tod ihres eigenen Vaters beigetragen habe, indem sie dessen Verschwörung gegen Konstantin aufdeckte. In Wirklichkeit hatte sich Maximian in Massilia (Marseille) verschanzt, Konstantin konnte ihn jedoch zur Kapitulation zwingen. Der Aufstand war also bereits offenbar, Fausta musste nichts aufdecken.
Aus der Ehe mit Konstantin gingen mindestens zwei Söhne hervor, die nach Konstantins Tod 337 Kaiser wurden: Constantius II. (* 7. August 317) und Constans (* ca. 320–323). Ob sie auch die Mutter Konstantins II. war, ist unsicher und wurde bereits in der Antike bestritten. Dagegen spricht, dass Konstantins Geburt in den Quellen meist in den Februar 317 gelegt wird, und Constantius folglich nicht bereits sieben Monate später von derselben Mutter geboren worden sein kann. Heutige Forscher gehen deshalb entweder davon aus, dass Konstantin II. eine andere Mutter hatte (eine Konkubine), oder davon, dass er früher geboren worden sei. Außerdem gingen aus der Ehe die beiden Töchter Constantina und Helena hervor. 324 erhob Konstantin seine Frau zur Augusta, womit er ihr einen besonderen Ehrentitel verlieh und sie auf denselben protokollarischen Rang wie sich selbst stellte.
326 kam es zwischen Konstantin I., Fausta und dessen ältestem Sohn Crispus, der aus seiner ersten Ehe stammte, zu einer Tragödie: Konstantin befahl den Tod seines Sohns und kurz darauf den seiner Frau Fausta. Die Erklärungen dafür variieren: Nach einer von dem als Arianer Konstantin nicht wohlgesonnenen Kirchenhistoriker Philostorgios, der rund hundert Jahre nach den Ereignissen schrieb, kolportierten Variante soll Fausta Crispus beschuldigt haben, ihr nachzustellen, worauf Konstantin seinen Sohn ermorden ließ. Als er dann feststellte, dass die Beschuldigungen falsch waren, ließ er auch die Urheberin der Intrige töten. Möglicherweise waren beide aber auch in einer Intrige gegen den Kaiser verstrickt; die Quellen erlauben keine eindeutige Erklärung.